# Баунеј
Баунеј (итал. Baunei) је насеље у Италији у округу Нуоро, региону Сардинија.
Према процени из 2011. у насељу је живело 2025 становника. Насеље се налази на надморској висини од 482 м.

## Становништво
| 1931. | 1936. | 1951. | 1961. | 1971. | 1981. | 1991. | 2001. | 2011. |
| ----- | ----- | ----- | ----- | ----- | ----- | ----- | ----- | ----- |
| 3.045 | 3.229 | 3.774 | 4.033 | 4.061 | 4.187 | 4.071 | 3.886 | 3.716 |